# Robin Hardy
Robin St. Clair Rimington Hardy (Surrey, 2 oktober 1929 – Reading, 1 juli 2016) was een Brits schrijver en filmregisseur.

## Levensloop
Hardy werd in 1929 geboren in het Engelse graafschap Surrey. In de jaren 50 volgde hij een kunstopleiding in Parijs. Aanvankelijk werkte hij als regisseur in Canada en de Verenigde Staten. Daar draaide hij drama's voor televisie. Later keerde hij terug naar zijn geboorteland en werkte een tijdlang in de reclamesector. In samenwerking met de auteur Anthony Shaffer stichtte hij de productiemaatschappij Hardy, Shaffer & Associates. In 1973 regisseerde hij met The Wicker Man zijn eerste lange speelfilm. Hij schreef daarnaast ook historische romans.
Hardy overleed in juli 2016 op 86-jarige leeftijd.

## Filmografie
- 1973: The Wicker Man
- 1986: The Fantasist
- 2011: The Wicker Tree

## Boeken
- The Wicker Man (1978) - met Anthony Shaffer
- Cowboys for Christ: On May Day (2006)